# Batalla de Lottorf
La batalla de Lottorf se libró entre Dinamarca y los ducados de Schleswig y Holstein, el 24 de noviembre de 1850, en la localidad de Lottorf (actualmente ubicado en Schleswig-Holstein), durante la primera guerra de Schleswig. Dinamarca salió victoriosa de esta batalla.

## Preludio
El comandante del ejército de Schleswig-Holstein, el general Karl Wilhelm von Willisen, intentó obligar a Dinamarca a enviar sus tropas a Holstein, ya que esperaba que este despliegue en una provincia alemana ocasionara que los Estados alemanes volvieran a entrar en la guerra contra Dinamarca, y esperaba que una invasión danesa le permitiera derrotarlo en detalle. Insatisfecho con la falta de éxito que esta estrategia estaba produciendo, el liderazgo de Schleswig y Holstein presionó a Willisen para pasar a la ofensiva, que comenzó en agosto de 1850. Durante la ofensiva, en el área al norte de Rendsburg y al este alrededor de Eckernforde, se produjeron escaramuzas en muchos pueblos, incluido Lottorf. Cuatro tuvieron lugar en ese asentamiento entre agosto y noviembre. En noviembre de 1850, Schleswig Holstein planeó atacar el puesto avanzado danés ubicado allí.

## Batalla
Las tropas de Schleswig y Holstein comenzaron su avance a las 03:30. La oscuridad no evitó que los centinelas daneses detectaran rápidamente el movimiento enemigo, lo que permitió organizar una defensa. Al no tener la mano de obra para defender a toda la aldea, las tropas danesas se retiraron para defender una granja en las afueras del norte. La granja fue ocupada por tropas danesas, las tropas de Schleswig y Holstein la atacaron e incendiaron el edificio con sus disparos. Los daneses luego lucharon detrás de cercas y otras cubiertas al norte, y fueron reforzados por otros dos soldados. Otra aldea ocupada por los daneses, Over Selk, fue informada del ataque y envió 50 soldados para ayudar a la guarnición. Cuando llegaron, se inició un contraataque y los daneses pudieron luchar en la aldea en llamas. Las tropas de Schleswig y Holstein se retiraron de Lottorf a las 04:30.

## Consecuencias
Los daneses no intentaron perseguir a los Schleswig-Holstein. Debido a la breve duración de la batalla, y la oscuridad seguida de incendios que conducen a una visibilidad limitada que resultó en una lucha confusa, las bajas sufridas por ambos lados fueron ligeras. No se informaron muertes danesas, y Schleswig-Holstein registró un muerto y un herido. La batalla prolongó la guerra, que no terminó hasta principios de 1851.